# Galin Cokow
Galin Borisow Cokow (bułg. Галин Борисов Цоков; ur. 12 marca 1962 w Szumenie) – bułgarski pedagog i nauczyciel akademicki, profesor, w latach 2023–2025 minister edukacji i nauki.

## Życiorys
W 1987 uzyskał magisterium z pedagogiki na Uniwersytecie Sofijskim im. św. Klemensa z Ochrydy. Kształcił się następnie w zakresie zarządzania oświatą, technologii informacyjnych i edukacji na odległość. Doktoryzował się z pedagogiki w 1998. Początkowo pracował jako nauczyciel filozofii i wiedzy o społeczeństwie w szkole średniej. W 1988 został nauczycielem akademickim na Uniwersytecie im. Konstantyna Presławskiego w Szumenie, a w 2001 objął stanowisko docenta. W latach 1991–1995 był radnym miejskim, pełnił też funkcję kierownika miejskiego zarządu szkolnego. W latach 1999–2001 zajmował stanowisko prodziekana do spraw nauki na wydziale pedagogicznym uczelni w Szumenie. Później związany z Uniwersytetem Płowdiwskim im. Paisjusza Chilendarskiego, od 2005 jako docent, a od 2011 jako profesor zarządzania oświatą. Obejmował na tym uniwersytecie funkcje dyrektora centrum doradztwa i rozwoju zawodowego (2006), prodziekana wydziału pedagogicznego (2011) oraz dyrektora departamentu kwalifikacji i rozwoju zawodowego (2016). Powoływany w skład komisji działających w ramach państwowej komisji akredytacyjnej. Autor około stu publikacji naukowych.
W czerwcu 2023 objął urząd ministra edukacji i nauki w rządzie Nikołaja Denkowa. Pozostał na tym stanowisku także w powołanym w kwietniu 2024 technicznym gabinecie Dimityra Gławczewa. Utrzymał tę funkcję również w utworzonym w sierpniu 2024 drugim gabinecie dotychczasowego premiera, kończąc urzędowanie w styczniu 2025.